# Callopistria aetnea
Callopistria aetnea là một loài bướm đêm trong họ Noctuidae.